# 御殿山遺跡
御殿山遺跡（ごてんやまいせき）は、東京都武蔵野市御殿山1丁目にある旧石器時代から縄文時代（早期 - 後期）にかけての複合遺跡。井の頭恩賜公園と井の頭自然文化園の敷地を含む。「井の頭池遺跡群」として東京都指定史跡に指定されている。また、出土遺物の一部が武蔵野市指定有形文化財に指定されている。

## 遺跡の発掘
鳥居龍蔵が1918年に、武蔵野会（現・武蔵野文化協会）を創設し、機関誌『武蔵野』を創刊する。1934年には有栖川宮記念公園内に東京郷土資料陳列館が開設され、その後1948年に、井の頭自然文化園内に東京郷土資料陳列館の資料を引き継いだ武蔵野博物館が創設された。それら施設に集まる人々を中心に、井の頭恩賜公園と井の頭自然文化園だけでなく、武蔵野地域における考古学の学術研究の拠点が築かれ、武蔵野の考古学的研究が進んだ。
1962年に大場磐雄の指導のもと、本格的な御殿山遺跡の調査発掘がはじまり、縄文時代の竪穴建物跡が2棟発見された。その場所付近には、その後、御殿山遺跡の碑が建立された。翌年には、武蔵野郷土館による資料収集調査が実施された。その後も、発掘調査は続けられている。

## 文化財
遺跡範囲の一部は「井の頭池遺跡群」の名称で1979年（昭和54年）3月31日に東京都指定史跡に指定された。また御殿山遺跡第2地区N地点から出土した縄文時代草創期の遺物が2021年（令和3年）7月1日に武蔵野市指定有形文化財に指定された。

## 主な遺構・出土遺物
- ナイフ形石器、剥片、縄文土器、打斧、磨斧、石槍、石鏃、石皿、磨石、凹石、敲石、砥石、土錘、台状土製品、叩石、尖頭器、石錐、土偶

## 交通
- JR中央線 吉祥寺駅 徒歩10分
- 京王バス 井の頭文化園(バス停) 徒歩5分

## 関連施設
- 井の頭恩賜公園
- 武蔵野市立武蔵野ふるさと歴史館
- 御殿山遺跡の碑
- 東京郷土資料陳列館
- 武蔵野郷土館（現・江戸東京たてもの園）
- いせや総本店